# Diamantenjagd im Urwald
Diamantenjagd im Urwald ist ein US-amerikanischer Abenteuerfilm aus dem Jahr 1950 von William Berke. Produziert von Columbia Pictures ist er der dritte von 16 Filmen, die auf dem Comicstrip Jungle Jim von Alex Raymond, der ab 1934 veröffentlicht wurde, basieren.

## Handlung
In einem afrikanischen Wildtierreservat attackiert ein Gorilla einen eingeborenen Ranger. Zeuge des Angriffs ist die Krähe Craw-Craw, die einen Zettel aus der Hand des toten Rangers packt. Craw-Craw fliegt zu ihrem Besitzer Jungle Jim, der den Zettel liest, eine Nachricht des Reservatsleiters Frank Bentley. Jim folgt der Krähe zum Ort des Angriffs. Überrascht ist er über die Gorillaspuren, denn diese Tiere kommen hier nicht vor.
Auf dem Weg zur Reservatsleitung rettet Jim eine junge Reiterin vor dem Angriff eines Gorillas. Sie stellt sich als Nyobi vor, die den Anschluss an ihre Reisegruppe verloren hat. Jim nimmt sie mit zum Reservatsbüro. Dort teilt ihm Barbara Bentley mit, dass ihr Onkel Frank an Dschungelfieber erkrankt ist. Ohne das Wissen von Prof. Brandt, Bentleys Arzt, behandelt Jim ihn mit einer Heilpflanze. Bentley erholt sich genug, um erklären zu können, dass Abenteurer auf der Suche nach einem Goldschatz ihr Unwesen treiben. Das Gold wurde von den Nazis aus der Stadt Shalikari gestohlen. Bentley weiß nicht, dass Brandt mit den Schatzsuchern zusammenarbeitet. Dieser muss einen seiner Männer verarzten, der als Gorilla verkleidet von Jim verletzt wurde. Brandt lässt Bentley von seinem Handlanger Kramer erwürgen. Kramer lässt einen gefangenen Leoparden frei und kann, während Jim mit der Raubkatze kämpft, entkommen. 
Einige Ranger nähern sich einer Höhle und werden von zwei Gorillas angegriffen und verjagt. Sie alarmieren Jim, der sich auf den Weg zur Höhle macht. Einer der Gorillas wird von einem Löwen angegriffen. Jim kommt zur Hilfe, verjagt den Löwen und erkennt, dass es sich um einen Mann in einem Gorillakostüm handelt. Bevor der Mann etwas sagen kann, wird er aus dem Hinterhalt erschossen. Später erklärt Nyobi Jim, dass sie die Prinzessin der Stadt Shalikari sei. Brandt belauscht das Gespräch. Jim, Nyobi, Barbara und Brandt suchen am nächsten Tag nach dem zweiten Gorilla. Brandt und Nyobi bleiben zurück, während Jim und Barbara einen Hang hochklettern. Nyobi wird von den Schatzsuchern gefangen genommen. Jim und Barbara entdecken den Höhleneingang und werden ebenso gefangen genommen. Schon bald kann Jim sich und die Frauen befreien. Ranger erscheinen und es kommt zu einer Schießerei, bei der Brandt in die Tiefe stürzt. Die Schatzsucher werden besiegt und Nyobi kann mit dem Gold heimkehren.

## Hintergrund
Gedreht wurde der Film vom 14. bis zum 23. September 1949 im Bronson Canyon und im Los Angeles County Arboretum and Botanic Garden.
Zwischen 1948 und 1955 entstanden 16 Filme für die Reihe, alle mit Johnny Weissmüller in der Hauptrolle. Die Reihe begann für ihn direkt im Anschluss nach seinem letzten Tarzanfilm Tarzan in Gefahr.
In der Originalfassung sprach Holmes Herbert die Einleitung.

## Veröffentlichung
Die Premiere des Films fand am 12. Januar 1950 in Los Angeles statt. In der Bundesrepublik Deutschland kam er am 9. Februar 1951 in die Kinos, in Österreich am 10. Mai 1951.

## Kritiken
Bei der Userkritik der Filmdatenbank IMDb erreichte der Film ein Ergebnis von 5,1 von 10 Sternen bei 377 Rezensionen.